# Sopubia duvigneaudiana
Sopubia duvigneaudiana är en snyltrotsväxtart som beskrevs av H.-p.Hofm. och Fischer. Sopubia duvigneaudiana ingår i släktet Sopubia och familjen snyltrotsväxter. Inga underarter finns listade i Catalogue of Life.